# Anna (film, 2019)
Az Anna (stilizálva: ANИA) 2019-ben bemutatott amerikai-francia akció-thriller, melynek forgatókönyvírója, rendezője és készítője Luc Besson. A főszerepben a címszereplő Szasa Lussz, továbbá Luke Evans, Cillian Murphy, Helen Mirren és Alekszandr Petrov látható.
Az Amerikai Egyesült Államokban 2019. június 21-én mutatták be, míg Franciaországban július 10-én. Magyarországi premier július 18-án volt a Freeman Film jóvoltából. A film általánosságban vegyes értékeléseket kapott a kritikusoktól. Világszerte több mint 31 millió dolláros bevételt termelt.

## Szereplők
| Szerep                    | Színész              | Magyar hang     |
| ------------------------- | -------------------- | --------------- |
| Anna Poljatova            | Szasa Lussz          | Gáspár Kata     |
| Olga                      | Helen Mirren         | Bánsági Ildikó  |
| Alekszandr "Alex" Csenkov | Luke Evans           | Szabó Máté      |
| Leonard Miller            | Cillian Murphy       | Welker Gábor    |
| Maude                     | Lera Abova           | Tamási Nikolett |
| Pjotr                     | Alekszandr Petrov    | eredeti nyelven |
| Vlad                      | Nikita Pavlenko      |                 |
| Nika                      | Anna Krippa          |                 |
| Jimmy                     | Alekszej Maszlodudov |                 |
| Vasziljev                 | Eric Godon           | Sztarenki Pál   |
| Mossan                    | Ivan Franěk          | Salinger Gábor  |
| Samy                      | Jean-Baptiste Puech  | Szatmári Attila |
| Oleg                      | Andrew Howard        | Bordás János    |

## A film készítése
2017. október 9-én bejelentették, hogy Luc Besson következő filmje az Anna lesz, az újonnan érkezett Szasa Lussz főszereplésével, aki Helen Mirren, Luke Evans és Cillian Murphy mellett játszott. Az EuropaCorp készítette a filmet, míg a Lionsgate a Summit Entertainment forgalmazása alatt terjesztette.
A film forgatása 2017 november elején kezdődött Belgrádban. A különféle filmjeleneteket Moszkvában is forgatták, hogy hitelesebbek legyenek.

## Zene
A Summit Entertainment 2019. július 19-én adta ki a eredeti filmzenét, amelyet Éric Serra komponált. Ez további számokat is tartalmaz, amelyek nem szerepelnek a filmben.

## Megjelenés
A filmet 2019. június 21-én mutatták be az Amerikai Egyesült Államokban. Digitális HD-n 2019. szeptember 10-én, illetve DVD-n, Blu-ray-en és Ultra HD Blu-ray-n 2019. szeptember 24-én jelent meg.